# South Dakota State Jackrabbits

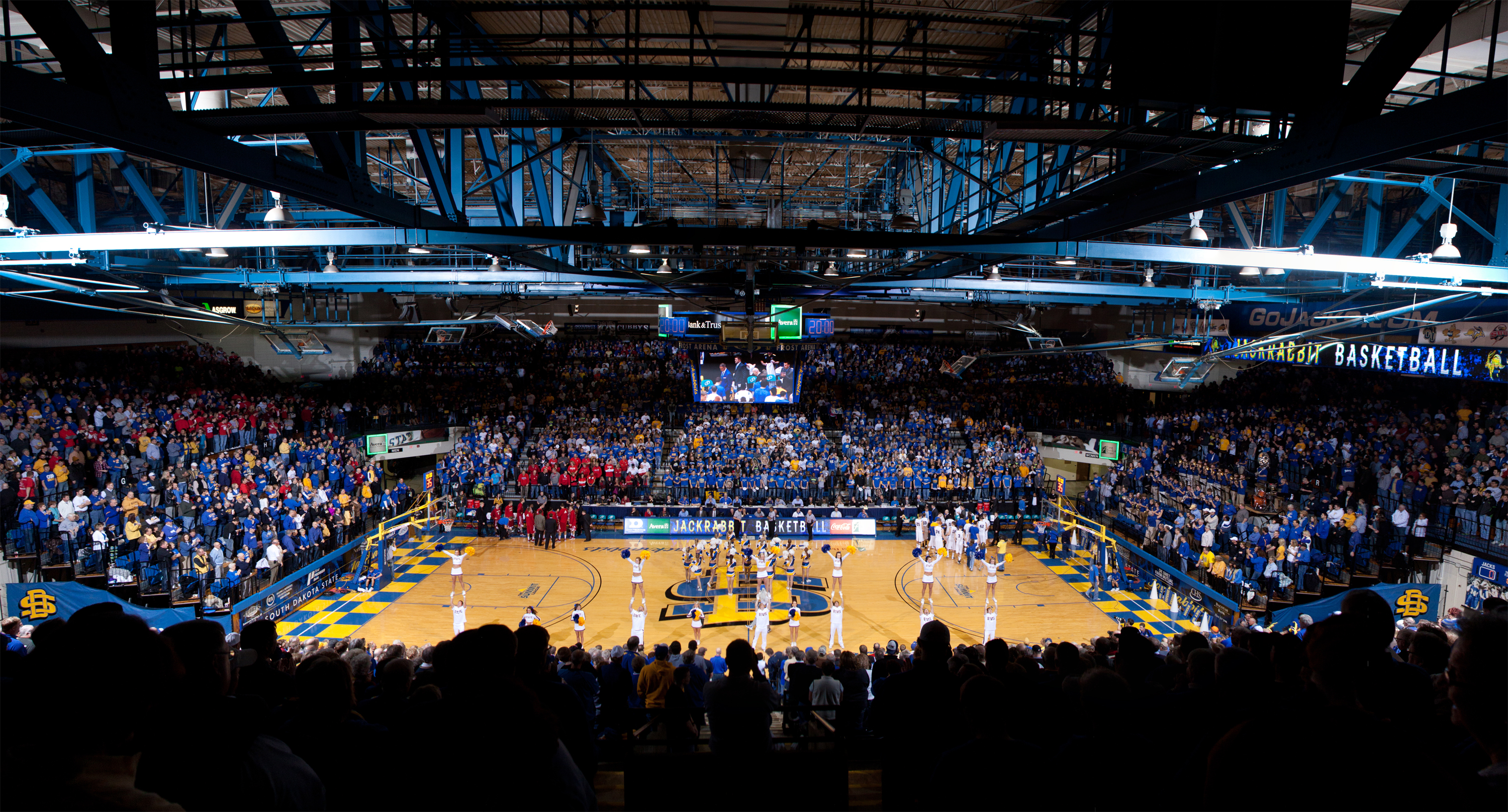
Frost Arena.

South Dakota Jackrabbits (español: liebres de la Estatal de Dakota del Sur) es el nombre que reciben los equipos deportivos de la Universidad Estatal de Dakota del Sur, situada en Brookings, Dakota del Sur. Los equipos de los Jackrabbits participan en las competiciones universitarias organizadas por la NCAA, y forman parte de la The Summit League.

## Programa deportivo
Los Jackrabbits tiene 19 equipos oficiales, 9 masculinos y 10 femeninos:
| Masculino: - Baloncesto - Campo a través - Golf - Atletismo - Béisbol - Fútbol americano - Lucha - Natación - Tenis | Femenino: - Baloncesto - Campo a través - Golf - Atletismo - Sófbol - Fútbol - Voleibol - Natación - Tenis - Equitación |